# Polistomorpha nitidiventris
Polistomorpha nitidiventris is een vliesvleugelig insect uit de familie Leucospidae. De wetenschappelijke naam is voor het eerst geldig gepubliceerd in 1906 door Ducke.